# La fattoria (seconda edizione)
La seconda edizione del reality show La fattoria è andata in onda dal 16 marzo al 29 maggio 2005 in prima serata su Canale 5 (la precedente è andata in onda su Italia 1) con la conduzione di Barbara D'Urso (che ha sostituito Daria Bignardi come accaduto in precedenza per la conduzione del Grande Fratello), affiancata dalle opinioniste Barbara Alberti e Simona Izzo. e con la partecipazione dell'inviato Pupo. È durata 75 giorni, ha avuto 14 concorrenti e 12 puntate e si è tenuta in Itaipava (Brasile). Inoltre è stata eliminata l'ambientazione ottocentesca della precedente edizione.
L'edizione è stata seguita da una media del 24,05% di share con il 4.950.583 di spettatori.
L'edizione si è conclusa con la vittoria di Raffaello Tonon, che si è aggiudicato il montepremi di 200000 €. La finale è stata seguita da 5 696 000 (con il 31.58% di share).

## I contadini
L'età dei concorrenti si riferisce al momento dell'arrivo nella fattoria.
| Concorrente        | Età     | Professione                       | Nazionalità           | Stato                |
| ------------------ | ------- | --------------------------------- | --------------------- | -------------------- |
| Raffaello Tonon    | 25 anni | Personaggio TV                    | Italia                | Vincitore            |
| Mal                | 61 anni | Cantante                          | Regno Unito           | Secondo classificato |
| Patrizia Rossetti  | 45 anni | Conduttrice TV                    | Italia                | Terza classificata   |
| Giulia Montanarini | 29 anni | Showgirl                          | Italia                | Eliminata            |
| Éva Henger         | 32 anni | Showgirl, ex attrice pornografica | Ungheria              | Eliminata            |
| Ugo Conti          | 49 anni | Attore                            | Italia                | Eliminato            |
| Marco Basile       | 30 anni | Attore                            | Italia                | Eliminato            |
| Clayton Norcross   | 50 anni | Attore                            | Stati Uniti d'America | Eliminato            |
| Ramona Badescu     | 36 anni | Showgirl                          | Romania               | Eliminata            |
| Edoardo Costa      | 37 anni | Attore                            | Italia                | Eliminato            |
| Francesca Lodo     | 22 anni | Modella, showgirl                 | Italia                | Eliminata            |
| Francesco Benigno  | 37 anni | Attore                            | Italia                | Eliminato            |
| Cristel Carrisi    | 19 anni | Figlia di Al Bano e Romina Power  | Italia                | Ritirata             |
| Jo Squillo         | 42 anni | Cantante, conduttrice TV          | Italia                | Espulsa              |

## Tabella delle nomination e dello svolgimento del programma
| Fazendeiro | Francesco   | Patrizia                         | Edoardo                            | Raffaello                           | Giulia                              | Marco                               | Giulia                              | Mal                                 | Mal                                 | Giulia                               | Mal                                  | -                                               | -                                             |                                               |                                               |                                               |                                               |                                               |                                               |
|            |             |                                  |                                    |                                     |                                     |                                     |                                     |                                     |                                     |                                      |                                      |                                                 |                                               |                                               |                                               |                                               |                                               |                                               |                                               |
| Raffaello  | Clayton     | Clayton                          | Francesco                          | Ramona                              | Clayton                             | Clayton                             | Clayton                             | Eva                                 | Ugo                                 | Eva                                  | Giulia                               | Vincitore (Settimana 11 - Giorno 75)            | Vincitore (Settimana 11 - Giorno 75)          |                                               |                                               |                                               |                                               |                                               |                                               |
| Mal        | Non in gara | Non in gara                      | Francesco                          | Francesca                           | Edoardo                             | Patrizia                            | Marco                               | Marco                               | Giulia                              | Patrizia                             | Giulia                               | Seconda classificata (Settimana 11 - Giorno 75) |                                               |                                               |                                               |                                               |                                               |                                               |                                               |
| Patrizia   | Jo          | Cristel                          | Francesco                          | Francesca                           | Eva                                 | Eva                                 | Clayton                             | Giulia                              | Eva                                 | Eva                                  | Raffaello                            | Terza classificata (Settimana 11 - Giorno 75)   | Terza classificata (Settimana 11 - Giorno 75) | Terza classificata (Settimana 11 - Giorno 75) | Terza classificata (Settimana 11 - Giorno 75) | Terza classificata (Settimana 11 - Giorno 75) | Terza classificata (Settimana 11 - Giorno 75) | Terza classificata (Settimana 11 - Giorno 75) | Terza classificata (Settimana 11 - Giorno 75) |
| Giulia     | Jo          | Francesco                        | Eva                                | Ugo                                 | Marco                               | Clayton                             | Patrizia                            | Ugo                                 | Raffaello                           | Mal                                  | Raffaello                            | Eliminata (Settimana 11 - Giorno 75)            |                                               |                                               |                                               |                                               |                                               |                                               |                                               |
| Eva        | Non in gara | Non in gara                      | Raffaello                          | Francesca                           | Edoardo                             | Patrizia                            | Marco                               | Ugo                                 | Ugo                                 | Patrizia                             | Eliminata (Settimana 11 - Giorno 71) | Eliminata (Settimana 11 - Giorno 71)            | Eliminata (Settimana 11 - Giorno 71)          |                                               |                                               |                                               |                                               |                                               |                                               |
| Ugo        | Clayton     | Clayton                          | Raffaello                          | Giulia                              | Clayton                             | Eva                                 | Clayton                             | Giulia                              | Eva                                 | Eliminato (Settimana 10 - Giorno 64) | Eliminato (Settimana 10 - Giorno 64) | Eliminato (Settimana 10 - Giorno 64)            | Eliminato (Settimana 10 - Giorno 64)          |                                               |                                               |                                               |                                               |                                               |                                               |
| Marco      | Patrizia    | Ramona                           | Ramona                             | Giulia                              | Edoardo                             | Ramona                              | Clayton                             | Giulia                              | Eliminato (Settimana 9 - Giorno 57) | Eliminato (Settimana 9 - Giorno 57)  | Eliminato (Settimana 9 - Giorno 57)  | Eliminato (Settimana 9 - Giorno 57)             | Eliminato (Settimana 9 - Giorno 57)           |                                               |                                               |                                               |                                               |                                               |                                               |
| Clayton    | Patrizia    | Raffaello                        | Raffaello                          | Patrizia                            | Edoardo                             | Patrizia                            | Marco                               | Eliminato (Settimana 8 - Giorno 50) | Eliminato (Settimana 8 - Giorno 50) | Eliminato (Settimana 8 - Giorno 50)  | Eliminato (Settimana 8 - Giorno 50)  | Eliminato (Settimana 8 - Giorno 50)             | Eliminato (Settimana 8 - Giorno 50)           |                                               |                                               |                                               |                                               |                                               |                                               |
| Ramona     | Eliminata   | Clayton                          | Mal                                | Francesca                           | Edoardo                             | Ugo                                 | Eliminata (Settimana 7 - Giorno 43) | Eliminata (Settimana 7 - Giorno 43) | Eliminata (Settimana 7 - Giorno 43) | Eliminata (Settimana 7 - Giorno 43)  | Eliminata (Settimana 7 - Giorno 43)  | Eliminata (Settimana 7 - Giorno 43)             | Eliminata (Settimana 7 - Giorno 43)           |                                               |                                               |                                               |                                               |                                               |                                               |
| Edoardo    | Patrizia    | Clayton                          | Clayton                            | Patrizia                            | Ramona                              | Eliminato (Settimana 6 - Giorno 36) | Eliminato (Settimana 6 - Giorno 36) | Eliminato (Settimana 6 - Giorno 36) | Eliminato (Settimana 6 - Giorno 36) | Eliminato (Settimana 6 - Giorno 36)  | Eliminato (Settimana 6 - Giorno 36)  | Eliminato (Settimana 6 - Giorno 36)             | Eliminato (Settimana 6 - Giorno 36)           |                                               |                                               |                                               |                                               |                                               |                                               |
| Francesca  | Jo          | Francesco                        | Eva                                | Patrizia                            | Eliminata (Settimana 5 - Giorno 29) | Eliminata (Settimana 5 - Giorno 29) | Eliminata (Settimana 5 - Giorno 29) | Eliminata (Settimana 5 - Giorno 29) | Eliminata (Settimana 5 - Giorno 29) | Eliminata (Settimana 5 - Giorno 29)  | Eliminata (Settimana 5 - Giorno 29)  | Eliminata (Settimana 5 - Giorno 29)             | Eliminata (Settimana 5 - Giorno 29)           |                                               |                                               |                                               |                                               |                                               |                                               |
| Francesco  | Ramona      | Clayton                          | Ramona                             | Eliminato (Settimana 4 - Giorno 22) | Eliminato (Settimana 4 - Giorno 22) | Eliminato (Settimana 4 - Giorno 22) | Eliminato (Settimana 4 - Giorno 22) | Eliminato (Settimana 4 - Giorno 22) | Eliminato (Settimana 4 - Giorno 22) | Eliminato (Settimana 4 - Giorno 22)  | Eliminato (Settimana 4 - Giorno 22)  | Eliminato (Settimana 4 - Giorno 22)             | Eliminato (Settimana 4 - Giorno 22)           |                                               |                                               |                                               |                                               |                                               |                                               |
| Francesco  | Ugo         | Clayton                          | Ramona                             | Eliminato (Settimana 4 - Giorno 22) | Eliminato (Settimana 4 - Giorno 22) | Eliminato (Settimana 4 - Giorno 22) | Eliminato (Settimana 4 - Giorno 22) | Eliminato (Settimana 4 - Giorno 22) | Eliminato (Settimana 4 - Giorno 22) | Eliminato (Settimana 4 - Giorno 22)  | Eliminato (Settimana 4 - Giorno 22)  | Eliminato (Settimana 4 - Giorno 22)             | Eliminato (Settimana 4 - Giorno 22)           |                                               |                                               |                                               |                                               |                                               |                                               |
| Cristel    | Jo          | Francesco                        | Ritirata (Settimana 3 - Giorno 15) | Ritirata (Settimana 3 - Giorno 15)  | Ritirata (Settimana 3 - Giorno 15)  | Ritirata (Settimana 3 - Giorno 15)  | Ritirata (Settimana 3 - Giorno 15)  | Ritirata (Settimana 3 - Giorno 15)  | Ritirata (Settimana 3 - Giorno 15)  | Ritirata (Settimana 3 - Giorno 15)   | Ritirata (Settimana 3 - Giorno 15)   | Ritirata (Settimana 3 - Giorno 15)              | Ritirata (Settimana 3 - Giorno 15)            |                                               |                                               |                                               |                                               |                                               |                                               |
| Jo         | Giulia      | Espulsa (Settimana 2 - Giorno 8) | Espulsa (Settimana 2 - Giorno 8)   | Espulsa (Settimana 2 - Giorno 8)    | Espulsa (Settimana 2 - Giorno 8)    | Espulsa (Settimana 2 - Giorno 8)    | Espulsa (Settimana 2 - Giorno 8)    | Espulsa (Settimana 2 - Giorno 8)    | Espulsa (Settimana 2 - Giorno 8)    | Espulsa (Settimana 2 - Giorno 8)     | Espulsa (Settimana 2 - Giorno 8)     | Espulsa (Settimana 2 - Giorno 8)                | Espulsa (Settimana 2 - Giorno 8)              |                                               |                                               |                                               |                                               |                                               |                                               |

## Episodi di particolare rilievo
Durante la prima settimana è avvenuta un'espulsione; Jo Squillo è stata squalificata dal gioco per aver occupato l'appartamento riservato al fazendeiro, ovvero colui che settimanalmente veniva scelto come "capo-contadino" e poteva godere di comfort particolari a dispetto degli altri concorrenti.
Lo svolgimento del programma è stato caratterizzato, come spesso accade nei reality show, da alcune storie d'amore; particolare interesse hanno suscitato le relazioni tra Giulia Montanarini e Marco Basile e quella tra Edoardo Costa e Francesca Lodo.